# مينوت ديبي
مينوت ديبي (بالأمهرية: ምኞት ደበበ)‏ (من مواليد 2 سبتمبر 1995) هو لاعب كرة قدم إثيوبي محترف يلعب في مركز قلب الدفاع للنادي الإثيوبي سانت جورج، والمنتخب الإثيوبي.